# 青い果実 (1955年の映画)
『青い果実』（あおいかじつ）は、1955年11月29日に公開された日本映画。製作、配給は東宝。モノクロ、スタンダード。
- ロケーション地:静岡県沼津市、三島市。
  - 沼津市:牛伏、静浦地区口野ほか海岸線、市街上本通り、ほか。三島市:三島駅、市街地。

## スタッフ
- 監督：青柳信雄
- 製作：藤本真澄
- 原作：源氏鶏太
- 脚本：笠原良三
- 音楽：服部良一
- 撮影：芦田勇
- 美術：北辰雄
- 録音：西川善男
- 照明：西川鶴三
- 編集：岩下広一
- チーフ助監督：岩城英二

## キャスト
- 田村次郎：小泉博
- 室井美也子：岡田茉莉子
- 室井運平：小川虎之助
- 田村ツネ：一の宮あつ子
- 菊子：三浦光子
- 越後屋：柳家金語楼
- 越後屋の娘・初恵：森啓子
- 泉屋：十朱久雄[1](宣材その他オープンデータ、資料では中村是好[2]だが、実際の出演は十朱久雄。原因は不明)。
- 泉屋の娘・千枝子：河内桃子
- 柳井博士：見明凡太郎
- 早川：太刀川洋一
- 梅田：宝田明
- 浜口：堤康久
- 木下：岡部正
- 富田：鈴木孝次
- 山田：渋谷英男
- 悦子：北野八代子
- きん子：宮田芳子
- 房代：二條雅子
- 正子：豊島美智子
- 道子：花房一美
- お峰：馬野都留子
- 園長：瀬良明
- 園長の妻：三田照子
- 若山：小林桂樹